# مارغريت بنت
مارغريت بنت (بالإنجليزية: Margaret Bent)‏ هي عالمة موسيقى بريطانية، ولدت في 23 ديسمبر 1940 في سانت ألبانز في المملكة المتحدة.

## وصلات خارجية
- مارغريت بنت على موقع ديسكوغز (الإنجليزية)